# Bubba Wilson
Thomas E. Wilson, detto Bubba (Gastonia, 7 agosto 1955), è un ex cestista statunitense, professionista nella NBA.

## Carriera
Venne selezionato dai Golden State Warriors al quinto giro del Draft NBA 1978 (101ª scelta assoluta).